# Mádai Dávid Sámuel
Mádai Mádai Dávid Sámuel (Selmecbánya, 1709. január 4. – Benkendorf, 1780. július 2.) orvosdoktor.

## Élete
Máday Dániel és Armbruster Mária fia. Középiskoláit elvégezvén, az orvosi tudományokra hű mentora, Moller Károly Ottó besztercebányai orvos készítette elő. 1729. május 15-én a wittenbergi egyetemre iratkozott be, ahol három évig tanult. Halleban 1732. október 2-án orvosdoktori oklevelet nyert. 1733-ban nőül vette Richter Kristóf Zsigmond, a hallei árvaház főorvosának leányát, Mária Margitot, akinek atyja 1739-ben elhalálozván, Mádai követte hivatalába. Tudományával és alkalmazkodásával csakhamar közkedveltséget szerzett magának; az Anhalt-Köthen-i uralkodó herceg udvari tanácsossá és rendes orvosává tette. Jövedelme ezáltal megszaporodván, nemesi jószágokat vett Dölitzben és Benkendorfban.
1744-ben belépett be a helyi "Zu den drei goldenen Schlüsseln" (A három arany kulcshoz) szabadkőműves páholyba, ahol hamarosan a páholy vezetőjévé, főmesterré választották. A páholy is megbecsülte a tudós orvosdoktort, emlékérmet adtak ki a tiszteletére. Az érme egyik oldalán Madai jellegzetes portréja látható a "Magister Supremus Ill. Hallensis" (Halle érdemes főmestere) felirattal, a hátoldalon pedig a hit szimbolikus ábrázolása szerepel "Coniunge iuvabit" (Segíts te is!) szöveggel.
1745. augusztus 24-én a Leopoldina Német Természettudományos Akadémia tagjává választották V. Hermeth névvel; tagja volt a lipcsei gazdasági társulatnak is. Jelentős numizmatikai tevékenysége is, amely Vollständiges Thaler-Cabinet című művében manifesztálódik.
Meghalt 1780. július 2-án benkendorfi jószágán. Emlékére Ponikau titkos tanácsos 1793-ban két forint nagyságú emlékérmet veretett mellképével és ezen körülírással: Dav. Sam. a Madai. Hung. Consil. Aul. & Archiat. Princ. Anhalt., a másik felén: Viro Arte Medica Candore In Amicos Meritis In Rem Numarium Excellent. Hoc Amicitiae Monumentum dicat I: A: Ap: MDCCLXXIII.

## Munkái
- Dissertatio inauguralis medica, de morbis occultis, quam ... praeside Dn. D. Mich. Alberti ... pro gradu doctoris summisque in medicina honoribus et privilegiis doctoralibus legitime impetrandis ... publicae ac placidae eruditorum ventilationi subjiciet. Halae Magdeb., 1732.
- Szükséges oktatás, miképen kiki e mostani behatolt döghalálban és elragadó betegségekben Isten kegyelme által magát őrizheti és orvosolhatja, némely hihető relatiókkal egyetemben, mely jeles hathatóssági voltának légyen e traktácskában dicsért orvosságoknak. Prussiában sat. Halla városában 1739. (Ipa Richter Kristóf Zsigmond német munkájának fordítása, megjegyzésekkel és különösen a hallei édes essentiáról szóló tudósítással bővítette.)
- Kurze Nachricht von dem Nutzen und Gebrauch einiger bewährten Medicamenten, welche in Halle ... in dem Waisenhause dispensiret werden. Uo. év n. (2. kiadás, 3. k. 1746., 4. k. év n., 5. k. 1764., 7. k. 1779. Uo.)
- Abhandlung von den sogenannten Kalten oder Wechselfiebern. Uo. 1747.
- Kurzer Unterricht des dreitägigen Fiebers nach Anweisung der herausgegebenen Abhandlung von kalten Fiebern, sicher und balde zu curiren. Uo. 1748. (Átdolgozta I. F. G. Düffer. Uo. 1808.)
- Vollständiges Thaler-Cabinet aufs neue ansehnlich vermehret, Königsberg, 1765-1766. Két kötet. (Folytatása. Ugyanott, 1768-74. Három kötetben.)

Kisebb dolgozatai az Acta Academiae Naturae Curiosorum cz. folyóiratban (Vol. X. Observatio XCIII. De variorum symptomatum et excretionum concursu, ex plethora in cachexia incipiente vehementer commota, exorto tandem funesto exitu se terminante, Observatio XCIV. De scabie ferina in gravida feliciter curata, Obs. XCV De morbo ex polypo, aortae descedentis, cum asthmate spastico, et hydrope complicato, eoque funesto); előszót írt Frigyes Lajos, Solms és Teklenburg grófjának, Horatius német fordításához (Braunschweig, 1756.).